# Ministère de la Justice (Estonie)
Pour les articles homonymes, voir Ministère de la Justice.
 (avril 2021).
Si vous disposez d'ouvrages ou d'articles de référence ou si vous connaissez des sites web de qualité traitant du thème abordé ici, merci de compléter l'article en donnant les références utiles à sa vérifiabilité et en les liant à la section « Notes et références ».
Le ministère de la Justice est un  ministère estonien chargé de la planification, de la mise en œuvre de la politique juridique et pénale de l'État.

## Missions
Le ministère de la Justice a les missions et structures suivantes :
- Prisons
- Le Parquet
- Tribunaux
- Office des brevets
- Autorité estonienne de la concurrence
- Inspection de la protection des données
- Institut médico-légal estonien
- Centre des Registres et des Systèmes d'Information

## Organisation
Le ministère emploie environ 160 personnes, mais le nombre de personnes employées dans l'administration du ministère est supérieur à 3000. Le budget du ministère pour 2021 est d'environ 174 millions d'euros. 

## Ministres de la Justice
Ministres de la Justice (1918-1929)
- 1918 Jüri Vilms
- 1918 Jaan Poska
- 1918–1919 Jüri Jaakson
- 1919 Lui Olesk
- 1919–1920 Jüri Jaakson
- 1920–1921 Otto Strandman
- 1921–1923 Jaak Reichmann
- 1923–1925 Rudolf Gabrel (1871–1940)
- 1925–1926 Tõnis Kalbus
- 1926–1927 Johan Sepp (1885–1932)
- 1927 Otto Tief (1889–1976)
- 1927–1929 Tõnis Kalbus (2x)

Ministres de la Justice et de l'Intérieur (1929-1934)
- 1929–1930 Tõnis Kalbus
- 1930–1931 Ado Anderkopp
- 1931 Jaan Hünerson
- 1931–1932 Johan Raid
- 1932–1933 Ado Anderkopp (2x)
- 1933 Vladimir Roopere
- 1933 Ernst Ein (1892–1956)
- 1933–1934 Johan Müller

Ministres de la Justice (1938-1940)
- 1934–1938 Johan Müller
- 1938–1940 Albert Assor (décédé en 1943)

Ministres de la Justice du Gouvernement de la République en exil
- 1945–1953 Johannes Klesment
- 1953–1962 Aleksander Warma (par intérim)
- 1964–1970 Peeter Panksep
- 1971–1987 August Karsna

Ministres de la Justice (1990- )
- Jüri Raidla (3 avril 1990 - 30 janvier 1992)
- Märt Rask (30 janvier 1992 - 21 octobre 1992)
- Kaido Kama (21 octobre 1992 - 23 mai 1994)
- Urmas Arumäe (2 juin 1994 - 8 novembre 1994)
- Jüri Adams (8 novembre 1994 - 17 avril 1995)
- Paul Varul (17 avril 1995 - 6 novembre 1995 ; 6 novembre 1995 - 17 mars 1997 ; 17 mars 1997 - 25 mars 1999)
- Märt Rask (25 mars 1999 - 28 janvier 2002; 28 janvier 2002 - 10 avril 2003)
- Ken-Marti Vaher (10 avril 2003 - 13 avril 2005)
- Rein Lang (13 avril 2005 - 5 avril 2007 ; 5 avril 2007 - 5 avril 2011)
- Kristen Michal (6 avril 2011 - 10 décembre 2012)
- Hanno Pevkur (10 décembre 2012 - 26 mars 2014)
- Andres Anvelt (26 mars 2014 – 9 avril 2015)
- Urmas Reinsalu (9 avril 2015 – 29 avril 2019)
- Raivo Aeg (29 avril 2019 - 26 janvier 2021)
- Maris Lauri (26 janvier 2021 – 18 juillet 2022)
- Lea Danilson-Järg (18 juillet 2022 - 17 avril 2023)
- Kalle Laanet (17 avril 2023 - 1er avril 2024)
- Madis Timpson (1er avril 2024 - 23 juillet 2024)
- Liisa Pakosta (depuis 23 juillet 2024)